# Mein Land

Mein Land est une chanson réalisée par le groupe Rammstein, unique inédit de l'album de compilation Made in Germany 1995-2011. La chanson a été dévoilée sur les réseaux sociaux par le groupe le 11 novembre 2011, ainsi que le single, sorti en exclusivité en Allemagne, Autriche et Suisse. La sortie internationale du single a eu lieu le 14 novembre 2011.

## Le clip
Le clip a été tourné le 23 mai 2011 à Sycamore, une plage à Malibu, en Californie. Réalisé par Jonas Åkerlund, il montre les membres du groupe dans les années 1960 en vêtements de plage décontractés. Il montre le groupe participant à une fête sur la plage décrite par des écritures du style "Beach Boy". Vers la fin de la vidéo, nous nous retrouvons en 2012 avec le groupe sur la même plage mais habillés de manière "industrielle" (comme lors de leurs concerts) et avec des flammes venant de différents endroits et objets de la plage.  Durant cette partie, chaque membre du groupe porte du maquillage de type corpse paint.
Le clip est sorti le 11 novembre 2011, il a d'ailleurs été primé par le Loudwire Music Awards dans la catégorie "Video of the Year".

## Le contenu du single
Le single regroupe à la fois la chanson Mein Land (datant des sessions d'enregistrement de l'album Liebe ist für alle da, mais n'ayant pas été retenu sur ce dernier, c'est donc un titre officiellement inédit, malgré une fuite sur YouTube), ainsi que le titre également inédit Vergiss uns nicht (datant quant à lui des sessions d'enregistrement de Rosenrot au studio Teldex de Berlin). Une version alternative de ce titre existe, il s'agit d'un duo avec le rappeur allemand Bushido. Néanmoins, cette version n'a été évoquée qu'en interview, et n'est pas disponible à l'écoute.
Le single comporte également une reprise de Mein Land par le groupe allemand de country The BossHoss (My Country) ainsi qu'un remix de la chanson Mein Land par le groupe écossais Mogwai.

## Pistes du single
Single CD
| No | Titre                     | Durée |
| -- | ------------------------- | ----- |
| 1. | Mein Land                 | 3:53  |
| 2. | Vergiss uns nicht         | 4:10  |
| 3. | My Country (The BossHoss) | 4:08  |
| 4. | Mein Land (Mogwai Mix)    | 4:30  |

Vinyle
| No | Titre             | Durée |
| -- | ----------------- | ----- |
| 1. | Mein Land         | 3:53  |
| 2. | Vergiss uns nicht | 4:10  |